# ۵۲۲ (قمری)
۵۲۲ (قمری)، پانصد و بیست و دومین سال در گاهشماری هجری قمری است. اول محرم این سال برابر با سیزدهم ژانویه سال ۱۱۲۸ میلادی است.

## زادگان
- روزبهان بقلی فسایی عارف اهل فارس